# NK Omiš
NK Omiš je nogometni klub iz Omiša. U sezoni 2023./24. se natječe u 3. NL – Jug. 

## Klupske boje
Klupske boje su plava i bijela. Kad igraju kao domaćini, dres je plav, a kad igraju kao gosti dres je bijel.

## Povijest
Nogometni klub Omiš osnovan je 1919. godine pod imenom Komita. Godine 1952. uzima ime Iskra, a od 1955. nosi ime Omiš. 
Prvi predsjednik kluba bio je Ivo Čečuk.

## Poznati igrači
Prve nogometne treninge u Omišu odradili su poznati prvoligaški igrači: Vinko Bilopavlović (Građanski), Drago Stanić (HAŠK ..?), Vladimir Baučić (Split), Jozo Sovulj (Split), Davor Kuvačić (Maribor), Ante Kuvačić (Maribor), Filip Kovačić (Radnički Beograd), Ljubo Miloš (Čelik), Goran Šušnjara (Hajduk), Igor Jelavić (Hajduk, Rijeka, Zagreb), Ante Pešić (Šibenik, Vukovar, CSKA Moskva), Armando Mlinar (Šibenik, Marsonia, Korotan, Domžale, Admira-Beĉ), Mladen Kovačić (Šibenik, Zadar, ERA Šmartno, Maccabi Netanya), Vedran Kovačić (KRC Harelbeke), Ivan Perišić (Sochaux, Roeselarea, Brugge, Wolfsburg, Borussia Dortmund, Inter Milan, Bayern München, Tottenham), Josip Škorić (Marsonija, Zagreb), Ivan Knezović (Koper, Domžale), Goran Drmić (Moskva), Ivica Križanac (Sparta Prag, Zenit, RNK Split), Daniel Jerončić (MNK Sveti Ante Seoca)

## Galerija
- Hrvatska reprezentacija, gostovanje u Omišu 2019. protiv Omiša na 100. obljetnici kluba.
- Još jedan grb NK Omiš.

## Vanjske poveznice
- Omiš  Arhivirana inačica izvorne stranice od 3. prosinca 2016. (Wayback Machine) Mateo Pezo / Ante Novaković: Devedeset godina nogometnog kluba Omiš  (1919. – 2009.)
- Nogometni leksikon